# Murcia (comunità autonoma)
La regione di Murcia (AFI in italiano: /ˈmurʧa/; in spagnolo Región de Murcia, AFI /ˈmurθja/) è una delle diciassette comunità autonome della Spagna, posizionata nella parte sud-orientale della nazione, sulla costa del mar Mediterraneo, tra Andalusia, Castiglia-La Mancia e la Comunità Valenciana.

## Amministrazione
Il governo, o Giunta, è l'organo esecutivo della Comunità autonoma (diretto da un Presidente), mentre un parlamento autonomo legifera nelle materie trasferite dal governo centrale a quello regionale.
Ha come capoluogo la città di Murcia, dove hanno sede gli organi istituzionali regionali ad eccezione dell'Assemblea Regionale, che ha sede a Cartagena. 
Secondo l'articolo 3 comma 2 dello Statuto di autonomia, la regione di Murcia si suddivide in comuni e comarche. Queste ultime, sebbene prive di personalità giuridica e di organi rappresentativi in quanto mai riconosciute ufficialmente, sono tradizionalmente: Altiplano, Alto Guadalentín, Bajo Guadalentín, Campo de Cartagena, Huerta de Murcia, Mar Menor, Noroeste, Río Mula, Oriental, Valle de Ricote, Vega Alta del Segura e Vega Media del Segura.

## Geografia
La regione di Murcia confina con l'Andalusia (province di Almería e Granada) a ovest, la Castiglia-La Mancia (provincia di Albacete che era storicamente unita alla Murcia fino al 1833) a nord, la Comunità Valenciana (provincia di Alicante) a est, e con il mar Mediterraneo a sud.
La comunità ha una superficie di 11313 km², una popolazione di 1,55 milioni di abitanti ed occupa la maggior parte del bacino idrografico del fiume Segura. La Murcia è la nona comunità autonoma per superficie e la decima per popolazione, posizionandosi davanti a regioni come l'Aragona o le Asturie. Poco meno di un terzo della popolazione vive nella capitale e circa la metà nei municipi di Murcia, Cartagena e Lorca. 
La regione è un importante produttore di frutta, ortaggi e fiori per la Spagna e il resto d'Europa. Vigne eccellenti sono state sviluppate vicino alle città di Bullas, Yecla e Jumilla. Conta inoltre un importante settore turistico che si concentra soprattutto lungo la costa, che offre numerose aree incontaminate e che possiede la laguna salata del Mar Menor. Importante polo logistico del 'Levante' spagnolo, nella Murcia sono localizzate importanti industrie alimentari (in particolare a Murcia, Molina de Segura e Alhama de Murcia) e importanti aziende del settore petrolchimico ed energetico (Cartagena). 
La Murcia è una regione calda e arida e si è affidata per secoli ad una irrigazione estensiva. Oggi la situazione è radicalmente cambiata utilizzando ormai ovunque nella regione tecniche di irrigazione a goccia che consentono dei notevoli risparmi idrici. L'acqua è fornita dal già citato fiume Segura e dal canale Tago-Segura, completato nel 1979.

## Storia
I Cartaginesi stabilirono una piazza di commercio permanente sulla costa di Murcia a Cartagena, che i Romani chiamavano Carthago Nova. La Murcia romana fu una delle province romane dell'Hispania Tarraconensis. Sotto i Mori, che introdussero l'irrigazione su vasta scala dalla quale dipende l'agricoltura di Murcia, la provincia era conosciuta come Todmir; comprendeva, secondo Idrisi, il cartografo arabo dell'XI secolo, le città di Murcia, Orihuela, Cartagena, Lorca, Mula e Chinchilla. Il Regno di Murcia, che ebbe un'esistenza indipendente dopo la caduta del califfato di Cordova, comprendeva Albacete e Murcia. Murcia venne unita al Regno di Castiglia nel XIII secolo. Murcia divenne una comunità autonoma nel 1982.

## Dialetto murciano
Lo spagnolo parlato a Murcia è abbastanza differente da quello di altre aree della Spagna. Il dialetto murciano tende ad eliminare molte consonanti della sillaba finale e ad enfatizzare il vocabolario regionale, molto del quale deriva da antiche parole aragonesi, arabe e catalane. Alcuni murciani della campagna parlano un particolare dialetto, chiamato panocho, che è praticamente incomprensibile per chi parla spagnolo standard.

## Economia
Il PIL pro capite della Regione di Murcia è di 19865 € (2016), di poco superiore a quello delle Marche (19735 €).

## Comunicazioni

### Aeroporti
- Aeroporto Internazionale della Regione di Murcia, situato nel comune di Murcia, in località Corvera
- Aeroporto di Murcia-San Javier (non più attivo dal 15 gennaio 2019)[3]

### Autostrade eAutovías
- Autostrada del Mediterraneo (AP-7) Barcellona-Algeciras che percorre la costa
- Autovía del Mediterraneo (A-7) Barcellona-Algeciras con un percorso più interno rispetto alla AP-7
- Autovía di Murcia (A-30) Albacete-Cartagena
- Autovía dell'Altopiano (A-33) Cieza-La Font de la Figuera

### Trasporto ferroviario
- Stazione di Murcia del Carmen
- Stazione di Cartagena

### Porti
- Porto di Cartagena, il 4º porto in Spagna per traffico di merci